# Coua cristata
El cúa crestado o la cúa crestada (Coua cristata) es una especie de ave cuculiforme de la familia Cuculidae endémica de Madagascar.

## Descripción
Mide aproximadamente 44 cm de largo. El plumaje de sus partes superiores es de tonos grises, gris verdoso en alas y manto y gris violáceo en la cola. En la cabeza presenta un largo penacho gris claro y alrededor de los ojos carúnculas azul celeste enmarcadas en negro. Su pecho es de color canela y su vientre blanco. Su pico y patas son negros y su iris pardo. Su larga cola presenta las puntas blancas.

## Distribución y hábitat
El cúa crestado se extiende por los bosques, sabanas y zonas de matorral de Madagascar. Se encuentra en altitudes bajas, desde el nivel del mar hasta los 900 metros. 

## Comportamiento
Se alimenta principalmente de insectos, frutos, semillas, caracoles y camaleones.
Construyen nidos con ramitas donde las hembras suelen poner dos huevos blancos